# La Primavera (Vichada)
La Primavera is een gemeente in het Colombiaanse departement Vichada. De gemeente telt 4517 inwoners (2005).
Cumaribo · La Primavera · Puerto Carreño · Santa Rosalia